# Biocon
Biocon ist ein indisches, auf Krebs- und Diabetes-mellitus-Medikamente spezialisiertes Biotechnologieunternehmen mit Sitz in Bengaluru. Es steht gemessen am Umsatz auf dem 16. Platz weltweit und ist damit das größte Indiens.
Zusätzlich expandiert die Firma mit der Gründung der Tochterfirmen Syngene (Molekulare Biotechnologie und Synthetische Chemie) und Clingene (Mikrobielle Fermentierung, Biodiversität, Bioprozessierung, Contract Research) in weitere Segmente.
Das Unternehmen beschäftigt derzeit 2000 Mitarbeiter, von denen 10 % einen Doktor und 30 % einen Masterabschluss haben; 30 % sind Frauen und das Durchschnittsalter liegt bei 28 Jahren.

## Geschichte
Biocon wurde 1978 von Kiran Mazumdar-Shaw gegründet. Mit dem Börsengang im Jahre 2004 wurde sie, die als indische "Biotech-Queen" bezeichnet wird, zur reichsten Frau Indiens. Biocon ist das zweite indische Unternehmen, welches einen Börsenwert von mehr als einer Milliarde US$ erreicht hat.
Im Jahr 2007 hat Biocon 170 Millionen US$ in neue Labor- und Produktionseinrichtungen am Standort Bengaluru investiert.